# Jamaikanische Badmintonmeisterschaft 2006
Die Jamaikanische Badmintonmeisterschaft 2006 fand vom 7. bis zum 8. Oktober 2006 im Constant Spring Golf and Country Club in Kingston statt. Es war die 59. Austragung der nationalen Titelkämpfe im Badminton von Jamaika.

## Sieger und Finalisten
| Disziplin    | Gold                            | Silber                               |
| ------------ | ------------------------------- | ------------------------------------ |
| Herreneinzel | Bradley Graham                  | Charles Pyne                         |
| Dameneinzel  | Nigella Saunders                | Alya Lewis                           |
| Herrendoppel | Charles Pyne Vishwanauth Tolan  | Kingsley Ford Neil Abrahams          |
| Damendoppel  | Nigella Saunders Alya Lewis     | Debra O’Connor Christine Leyow-Mayne |
| Mixed        | Bradley Graham Nigella Saunders | Garron Palmer Alya Lewis             |